# Lärkstaden
Lärkstaden (ou Lärkstan) est un quartier du centre de Stockholm en Suède. Il a été construit essentiellement au cours des années 1907 à 1917, sur les bases d'un plan d'aménagement urbain de Per Olof Hallman. Le nom de Lärkstaden (« ville à l'alouette ») fait référence à l'ancien lieu-dit Lärkan (« l'alouette ») dont il a pris la place. La partie nord est un lieu résidentiel huppé, composé de maisons bourgeoises. Mais peu d'entre elles sont habitées aujourd'hui par des particuliers, beaucoup sont devenues après la Deuxième Guerre mondiale des sièges d'entreprises ou de représentations diplomatiques. La partie sud est composée d'immeubles d'habitation et est dominée par l'église d'Engelbrekt.

## Délimitation
Dans le langage courant, le mot Lärkstaden fait généralement référence à une zone délimitée par les rues Odengatan, Valhallavägen, Karlavägen et Uggelviksgatan. Parfois, il est aussi utilisé en substitution de l'ancien Lärkan, qui correspond uniquement à la zone située au nord de la rue Östermalmsgatan. Lärkstaden est aussi le nom d'une subdivision officielle de la commune de Stockholm, qui couvre quant à elle une zone plus large, qui inclut quelques pâtés de maisons situés au sud de la rue Karlavägen. Cette subdivision administrative a une superficie de 16 hectares, et avait en 2005 une population de 2 219 habitants.

## Étymologie
Pendant les décennies 1870 et 1880, le conseil municipal approuve le plan Lindhagen, qui entre autres définit le tracé des rues dans le nord du quartier d'Östermalm. Sont créés en particulier, à l'emplacement actuel du quartier de Lärkstaden, deux subdivisions qui prennent les noms de Lärkan (l'alouette) et Domherren (le bouvreuil pivoine). Le quartier de Lärkan est le premier à être réellement développé, ce qui explique que ce nom seul soit resté.
Il existe aussi une théorie, à valeur d'étymologie populaire, selon laquelle le nom lärkan provient du mot d'argot stockholmois berglärka, synonyme de prostituée. Selon cette théorie, le quartier abritait autrefois des prostituées, qui paradaient pour aguicher les paysans à leur retour du marché tout proche.

## Histoire

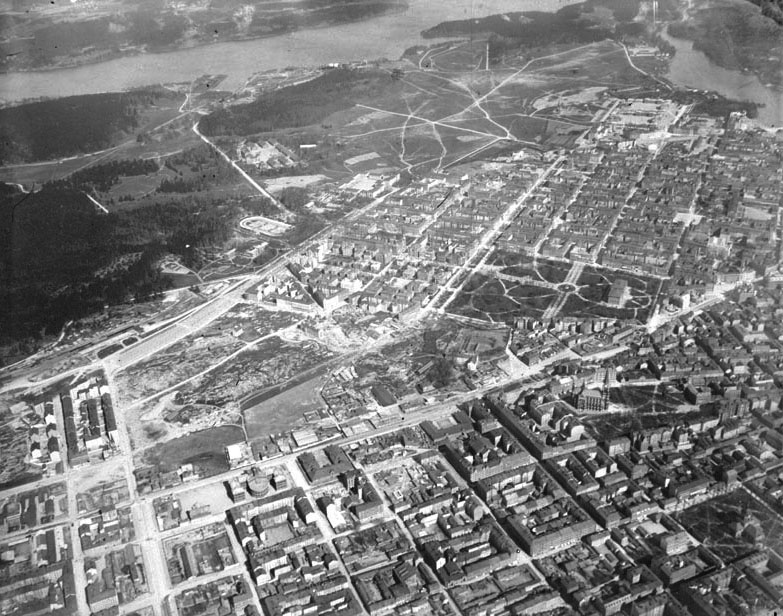
Vue aérienne du quartier en 1898, avant son aménagement.

Sur la butte où se dresse aujourd'hui l'église d'Engelbrekt, se trouvait précédemment un moulin, qui d'après sa girouette avait été construit en 1775. Il s'agissait d'un moulin chandelier, c’est-à-dire que l'ensemble de l'édifice pouvait pivoter pour optimiser la prise au vent. À côté du moulin, on trouvait le logement du meunier, ainsi que des annexes.
Entre les deux buttes, s'étendait la rue Westra Humlegårdsgatan, à peu près au même endroit que la rue Östermalmsgatan aujourd'hui. Les constructions étaient toutefois rares dans ce lieu particulièrement accidenté. La zone située au sud, au niveau de l'actuelle place Jarlaplan, était appelée à la fin du XIXe siècle Träskängen (le marais). Il s'agissait des vestiges d'un lac qui pendant des siècles avait servi d'égout en plein air.
Le plan Lindhagen, qui définit le tracé des rues de la capitale suédoise, est établi en 1866. La rue Valhallavägen est identifiée comme le boulevard marquant la limite nord du quartier de Lärkstaden, tandis que les rues Karlavägen et Odengatan en forment les principales artères. Avec ses rues rectilignes, le plan Lindhagen présuppose toutefois un terrain bien nivelé. Dans une zone accidentée comme Lärkstaden, les travaux de terrassement apparaissent comme prohibitifs, ce qui explique que le quartier soit l'un des derniers à être aménagés.
À la fin du XIXe siècle, un nouvel idéal urbain voit le jour, sous l'impulsion de l'architecte autrichien Camillo Sitte, auteur en 1889 de l'essai l'art de bâtir les villes. Selon Sitte, les constructions humaines doivent s'adapter aux formations naturelles. L'échelle doit être plus petite, avec des rues apaisées, des terrasses, des petites places et des parcs.

### Construction

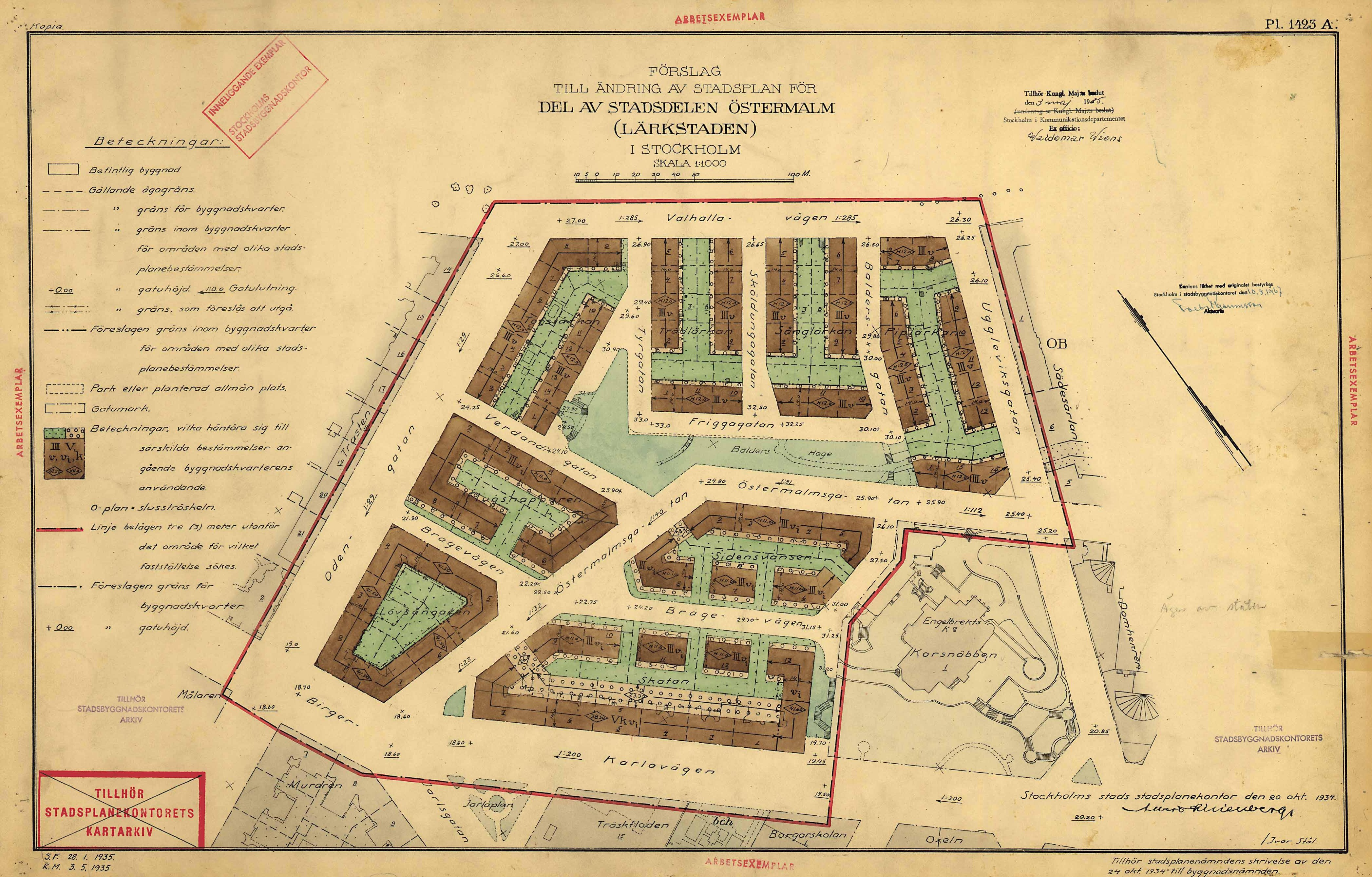
Le plan d'aménagement de Per Olof Hallman, version de 1934.

Per Olof Hallman, directeur de l'aménagement urbain de la ville de Stockholm de 1922 à 1927, se place résolument dans les pas de Camillo Sitte. En 1902, il présente un projet pour les deux quartiers Lärkan et Domherren, qui n'ont pas encore été aménagés. À Domherren, il prévoit un espace pour une nouvelle église paroissiale, tandis qu'à Lärkan, il envisage la création d'une zone résidentielle composée de maisons mitoyennes basses. Ce projet s'inscrit dans une liste, longue de plusieurs décennies, de tentatives avortées pour créer une zone résidentielle au nord du parc Humlegården.
Le quartier se développe plus rapidement que prévu, ce que Hallman tente de contrer en imposant des règles de construction plus strictes, et en réduisant la superficie des parcelles de terrain. Il interdit par exemple la présence de boutiques aux rez-de-chaussée des maisons, qui ne doivent pas non plus être équipées de plus d'une cuisine, à l'exception de cuisinettes pour les jardiniers ou autres portiers.
Le conseil municipal approuve les nouvelles règles, sauf pour la zone située entre les rues Östermalmsgatan et Karlavägen. Il y est en effet décidé de construire des immeubles locatifs, en raison du prix plus élevé des terrains. En 1907, les conseillers municipaux baptisent les différents voisinages Tofslärka, Trädlärka, Sånglärka et Piplärka c’est-à-dire cochevis huppé, alouette lulu, alouette des champs et pipit. Les vergers sont réutilisés pour servir de jardins aux maisons qui bordent les rues.
Les travaux de terrassement débutent l'année suivante, et pendant 6 années, 51 maisons sont construites. Les constructions doivent s'accommoder de règles précises en ce qui concerne la hauteur des bâtiments, les oriels, les tours, etc.
Du côté de la rue Östermalmsgatan, on aménage un parc, Balders hage. Les plus grands architectes de la ville participent à la création du quartier. On peut citer notamment Thor Thorén, Folke Zettervall, Erik Josephson et Per Olof Hallman, qui tous les quatre font aussi construire leurs propres résidences sur les lieux. Erik Hahr, Torben Grut et le cabinet Hagström & Ekman sont également mis à contribution. Le résultat est un mélange des styles architecturaux en vogue à l'époque, ce qui n'est pas sans susciter certaines réserves.

### L'église d'Engelbrekt
La population de la paroisse Hedvig Eleonora fait plus que doubler dans les années 1880-1900. Elle passe de 31 000 à 66 000 habitants, et devient ainsi la paroisse la plus peuplée de Suède. En 1906, on la divise en trois parties, avec la création des paroisses Oscar et Engelbrekt. La ville a d'ores et déjà réservé un terrain pour la construction d'une nouvelle église, sur l'emplacement de l'ancien moulin. Un concours architectural est organisé en décembre 1905, et en mai 1906 le premier prix est attribué à Lars Israel Wahlman pour son projet intitulé « une fleur et sa tige ». La première pierre est posée la veille de la Pentecôte 1910, et l'inauguration a lieu le 25 janvier 1914. Les plans de Wahlman ont dans les grandes lignes été respectés, à l'exception du double clocher, prévu à l'origine plus bas. L'architecte a aussi dessiné une grande partie du mobilier et de l'inventaire, et a assuré les fonctions de conducteur de travaux pendant la construction. L'église d'Engelbrekt est aujourd'hui considérée comme l'une des œuvres majeures de l'architecture suédoise de style Art nouveau et national-romantique.

### Environs de la rueBragevägen
Dans les environs de la rue Bragevägen, on souhaite que les bâtiments soulignent la monumentalité de l'église d'Engelbrekt, qui vient tout juste d'être construite. Or, les immeubles initialement prévus sont de taille élevée, et la différence de niveau avec l'église apparait insuffisante. En 1913, on amende donc les plans. La rue sera moins large, et on y construit des bâtiments moins hauts et indépendants. Fait unique dans le quartier, des jardins de trois mètres de large sont aménagés au pied des immeubles, à l'abri de murets.
Le style est plus uniforme, les façades et les toits devant selon les nouveaux plans s'aligner sur le style de l'église. Le résultat est donc empreint de nationalisme romantique, avec notamment des façades en briques rouges. En 1918, la construction de la rue s'achève. Les architectes qui y ont participé sont Cyrillus Johansson, Ivar Engström, Hjalmar Westerlund, Rudolf Arborelius, ainsi que le cabinet Höög & Morssing, qui est à l'origine de six des immeubles.

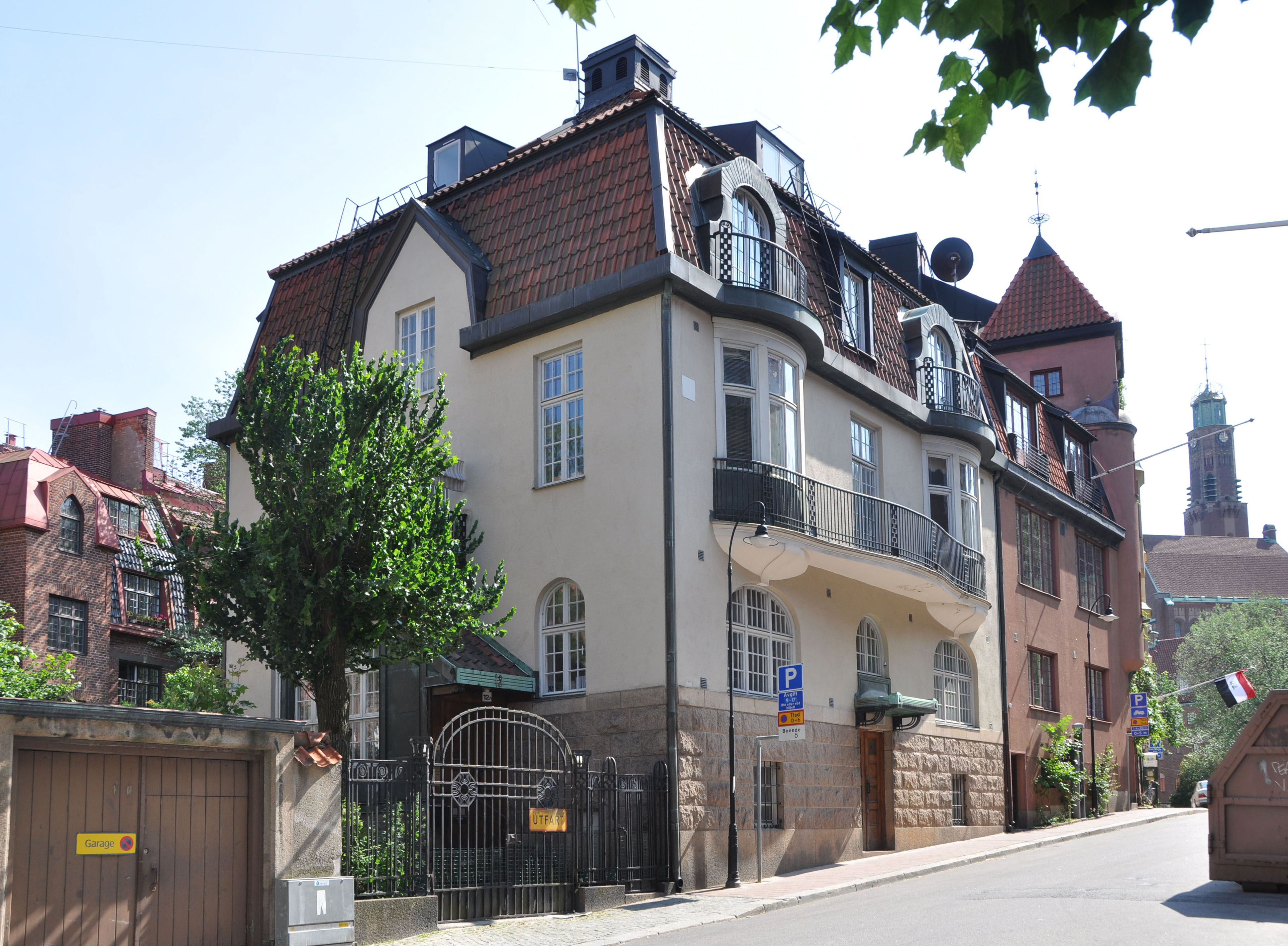
Numéro 12 de la rue Baldersgatan.
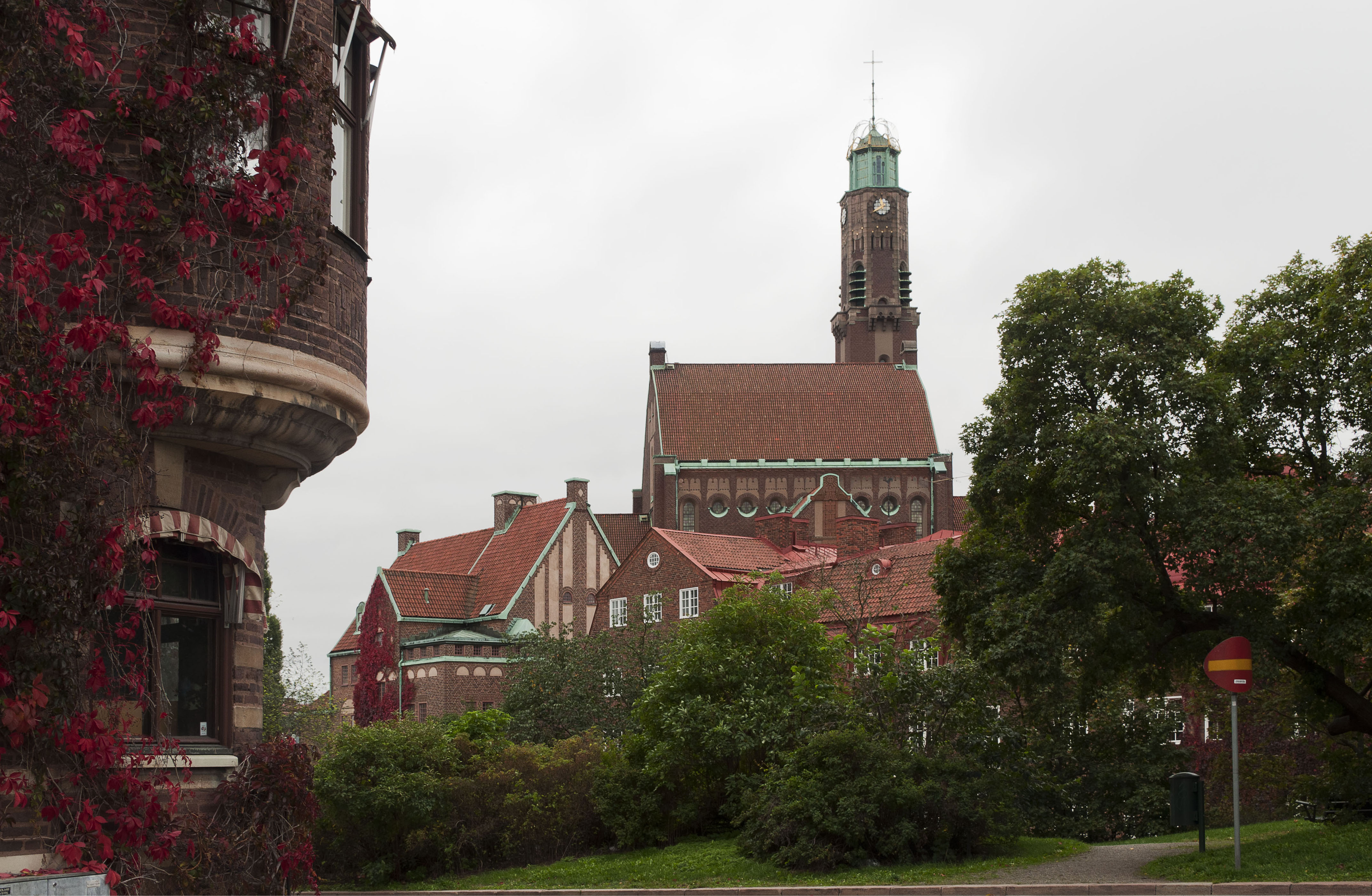
L'Église d'Engelbrekt.
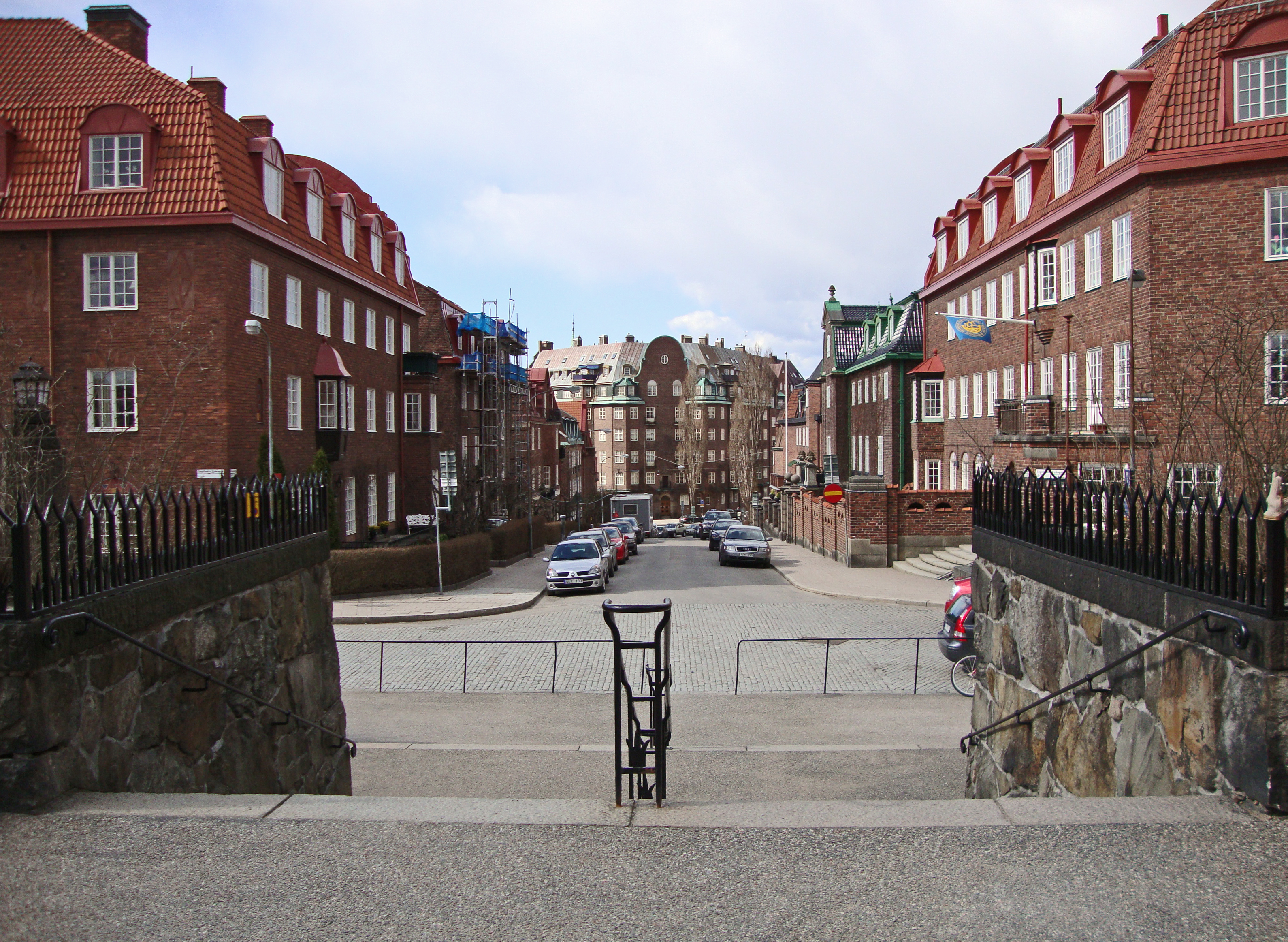
La rue Bragevägen vue depuis le parvis de l'église.
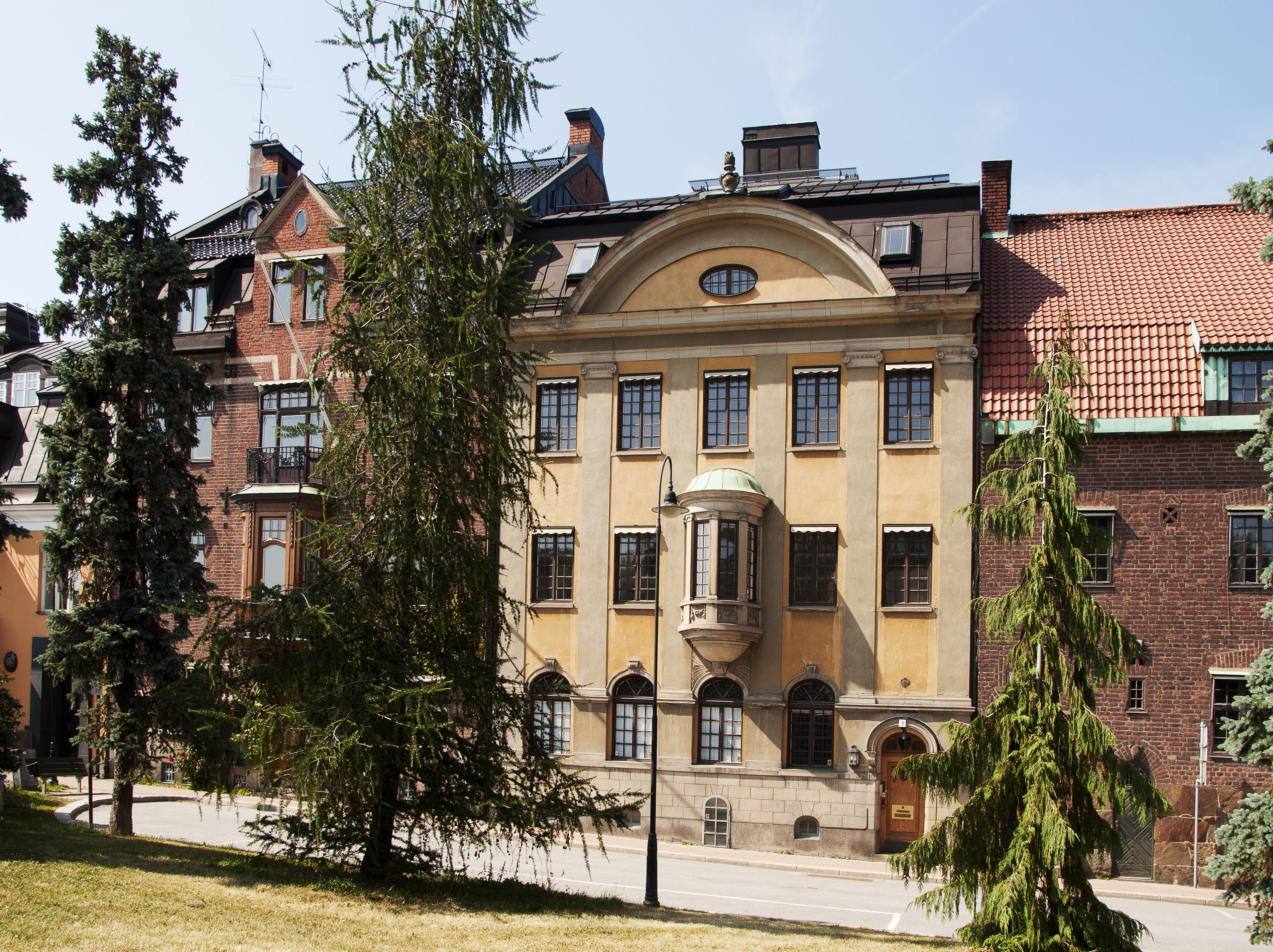
Les numéros 5 à 9 de la rue Tyrgatan.

## Représentations diplomatiques
Il ne subsiste aujourd'hui qu'un petit nombre de maisons familiales. Certaines résidences ont été divisées en appartements, et à partir des années 1940 sièges sociaux et représentations diplomatiques ont commencé à investir le quartier. Une maison de 560 m2 située au numéro 9 de la rue Tyrgatan était à vendre en 2010 pour 45 millions de couronnes.
Rue Tyrgatan, on trouve l'ambassade d'Estonie au numéro 3, l'ambassade du Nigéria au numéro 8 et l'ambassade du Botswana au numéro 11, ainsi que les ambassades de Lettonie et du Brésil, dont les entrées sont toutefois situées rue Odengatan. L'ambassade d'Irak se trouve quant à elle au numéro 6 de la rue Bladersgatan.
Entre les années 1950 et 1990, l'ambassade de Chine était située au numéro 4 de la rue Bragevägen, mais elle a depuis fermé ses portes et s'est installée dans la cité diplomatique (Diplomatstaden). L'ambassade d'Arabie saoudite se trouve au numéro 5 de la rue Sköldungagatan. En 2005, l'écrivain Liza Marklund a créé la sensation en rachetant l'ancien consulat d'Allemagne de l'Est situé au numéro 2 de la rue Verdandigatan. Elle l'a revendu deux ans plus tard pour 34 millions de couronnes.

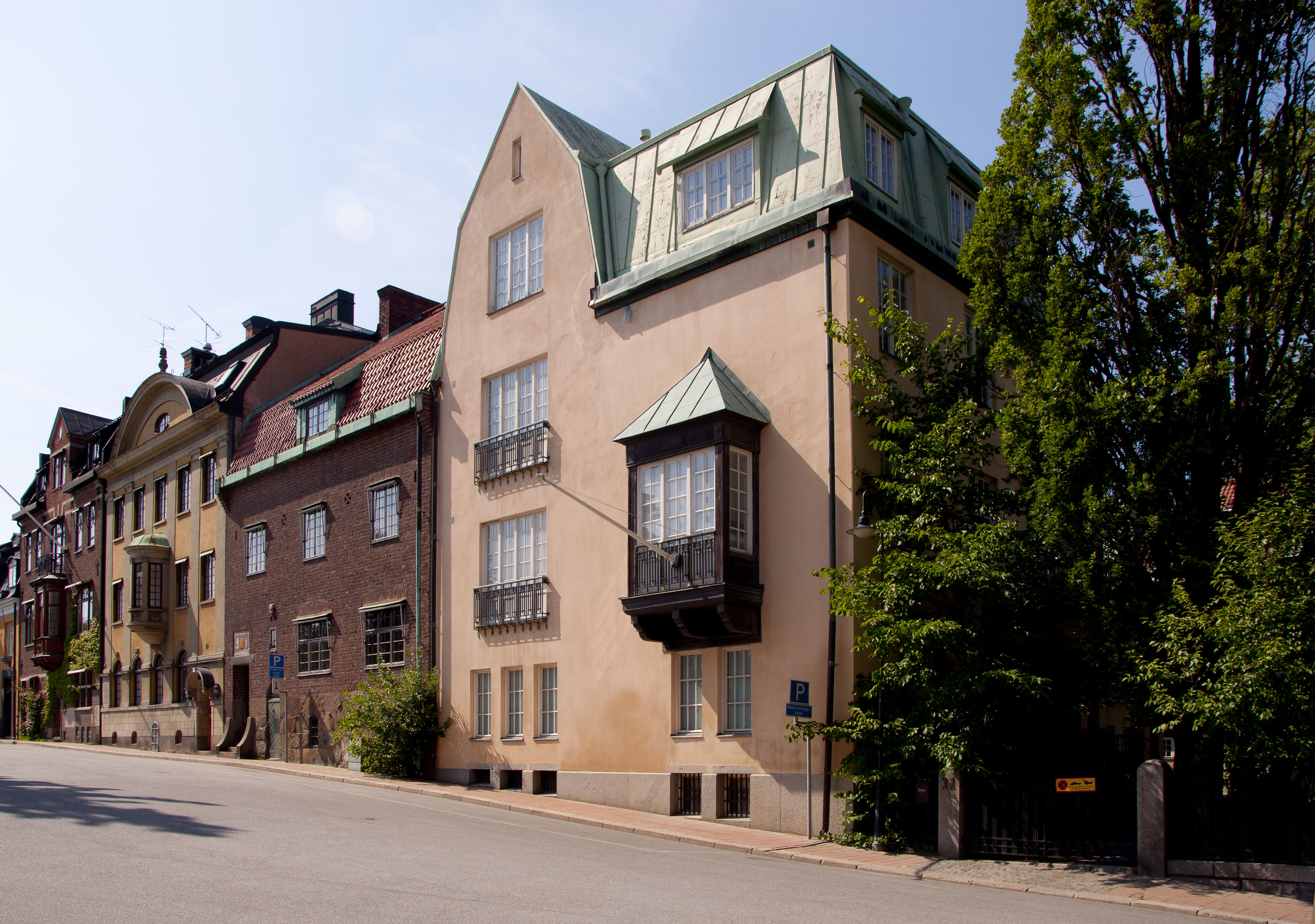
Botswana.
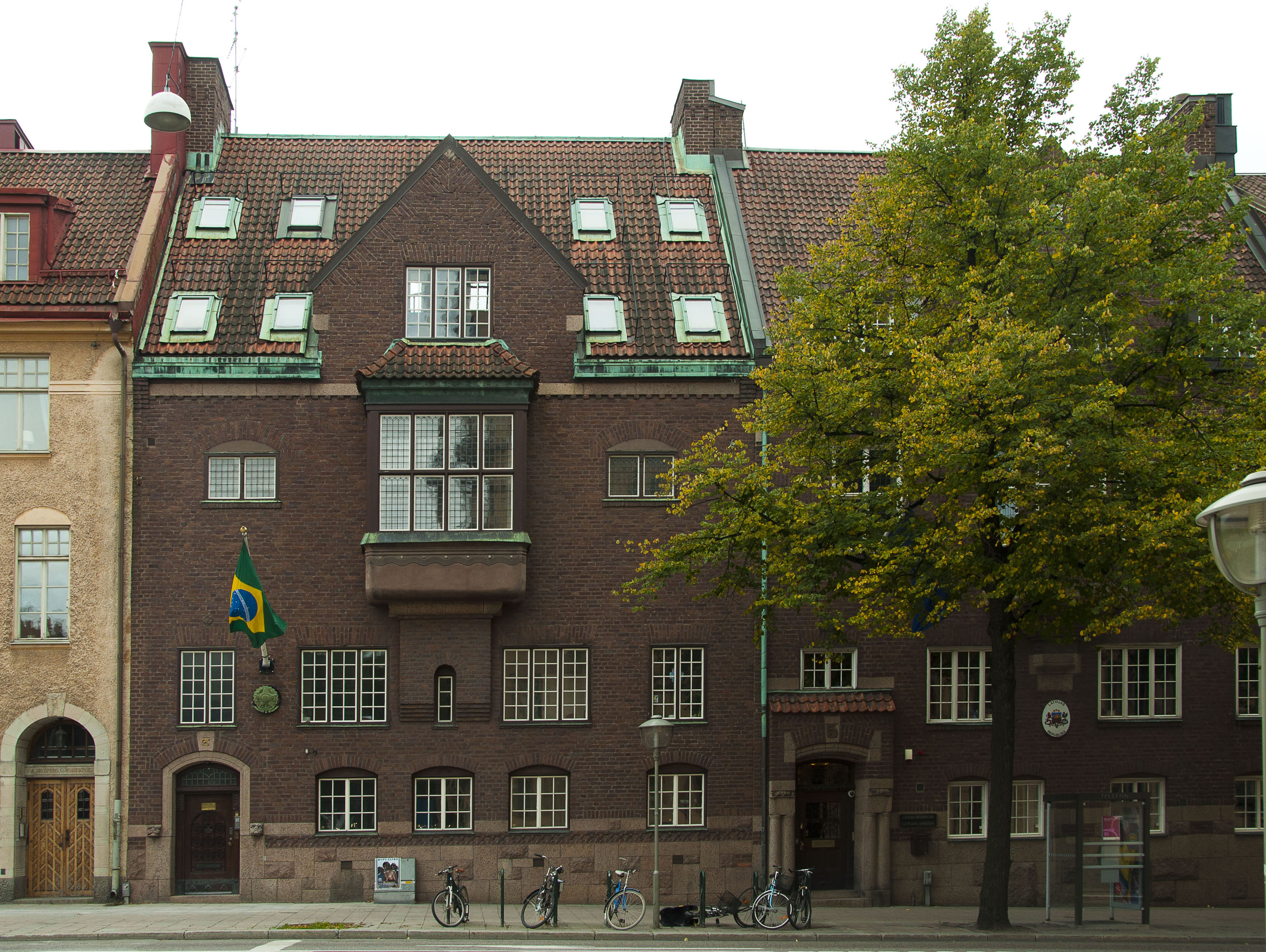
Brésil.
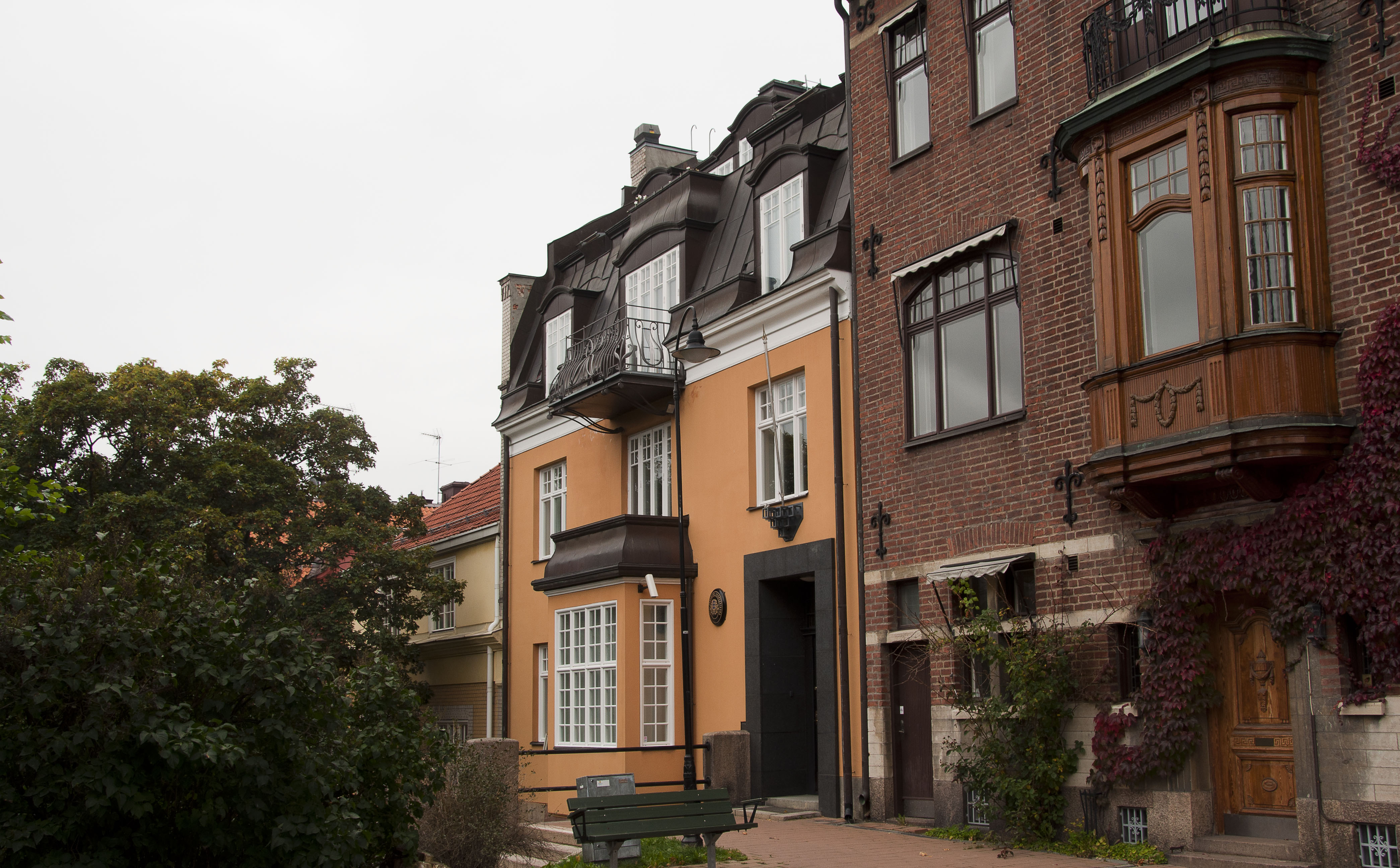
Estonie.
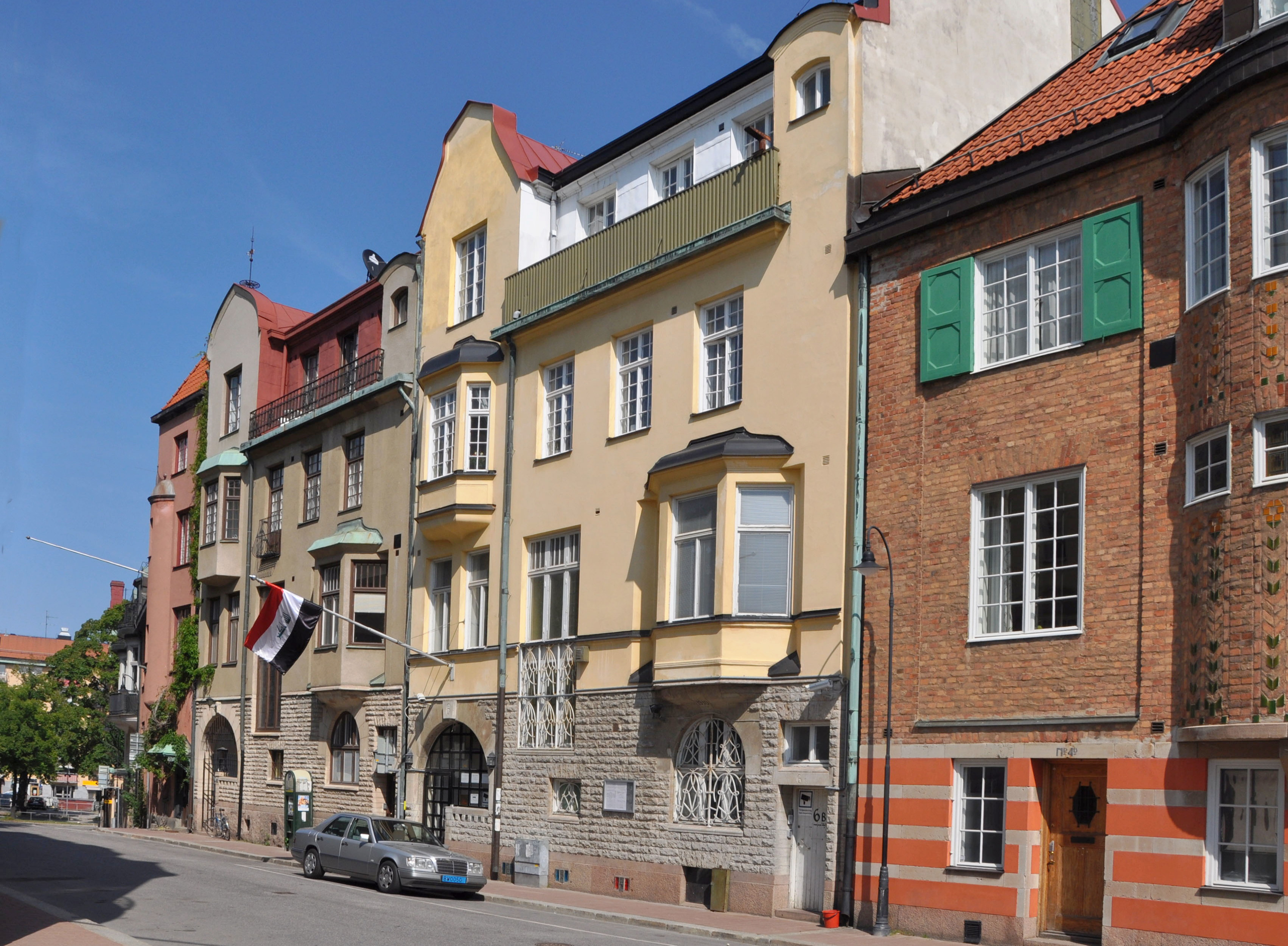
Irak.
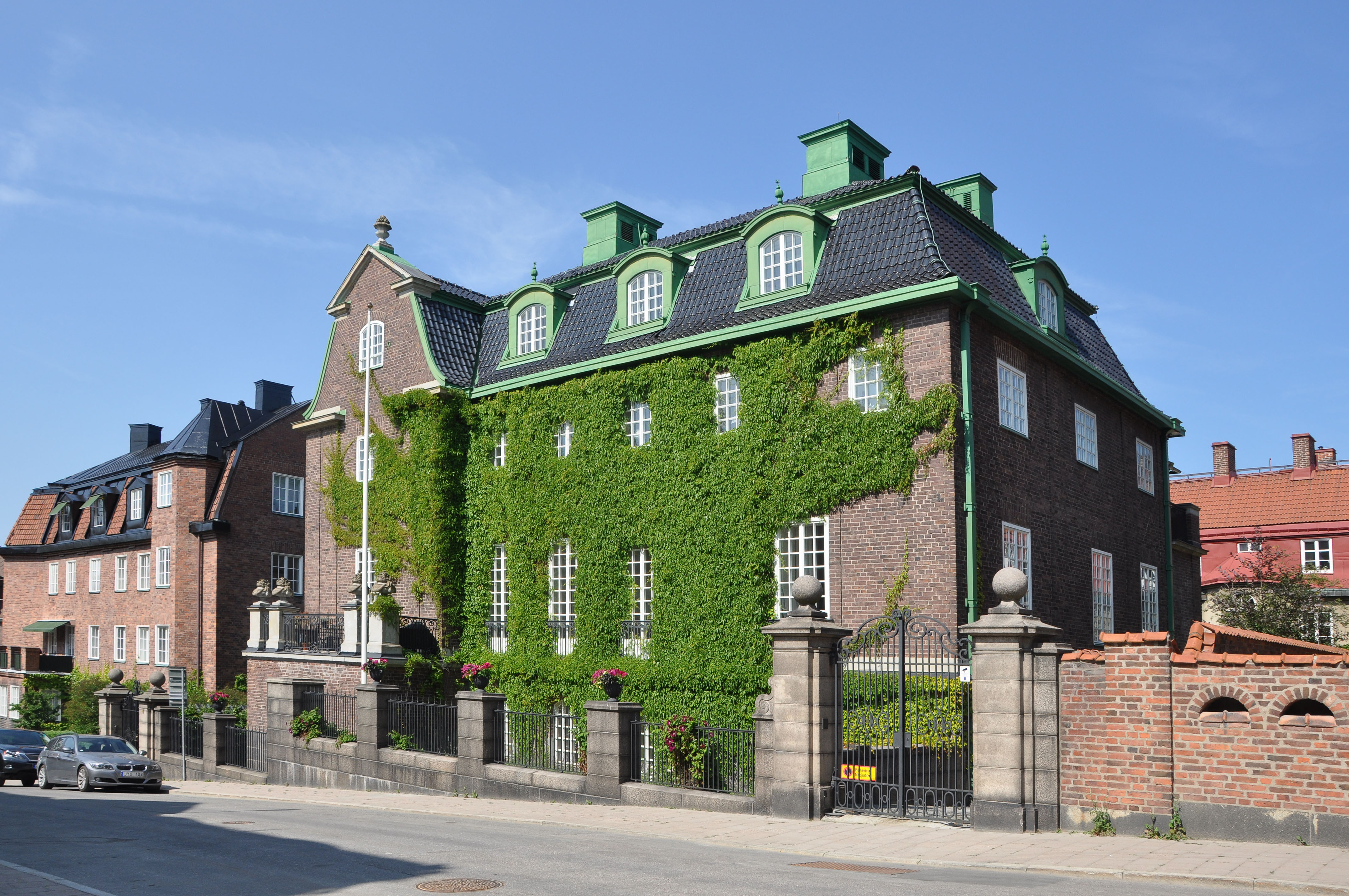
Chine (anciennement).
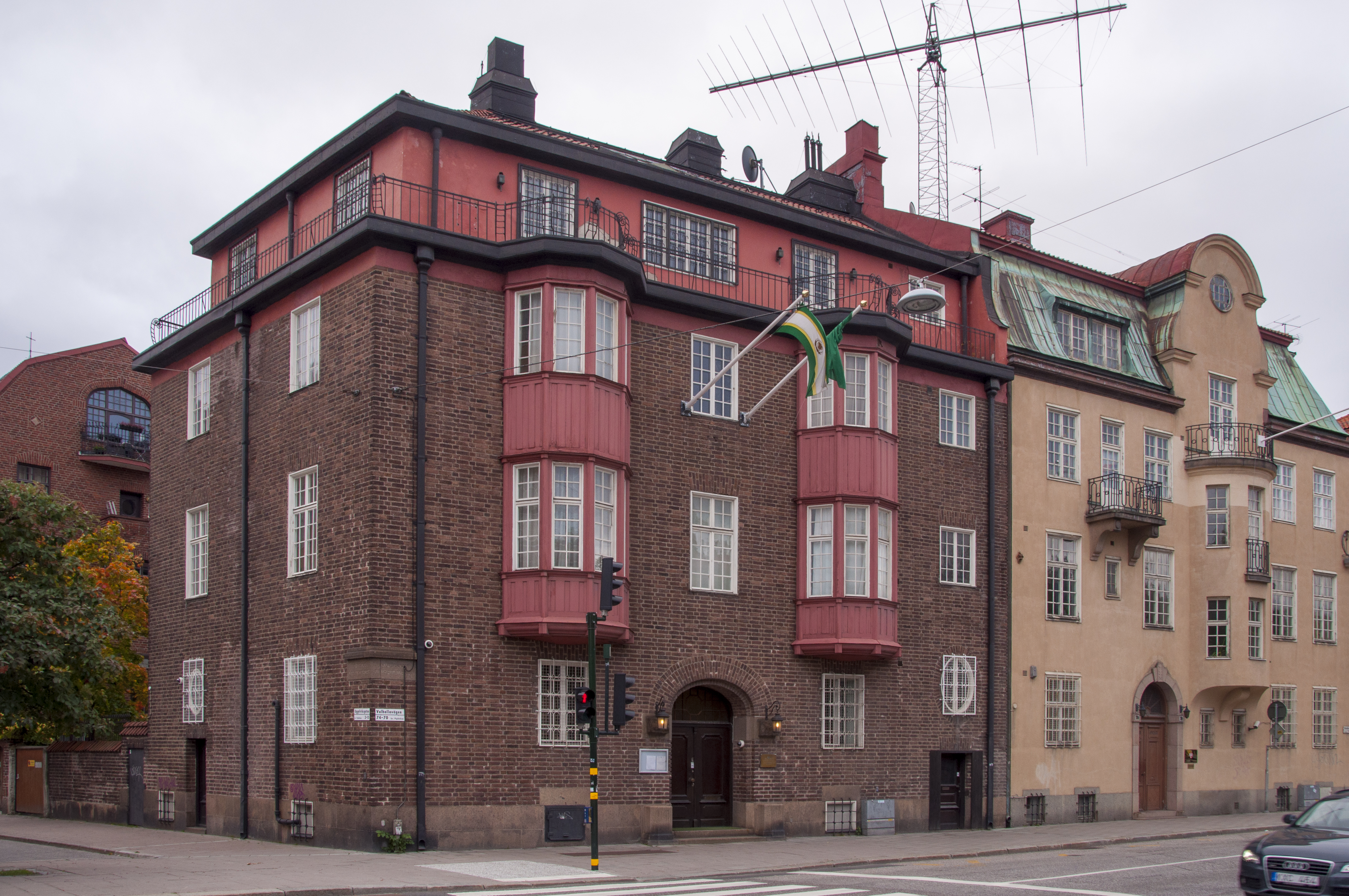
Libye.
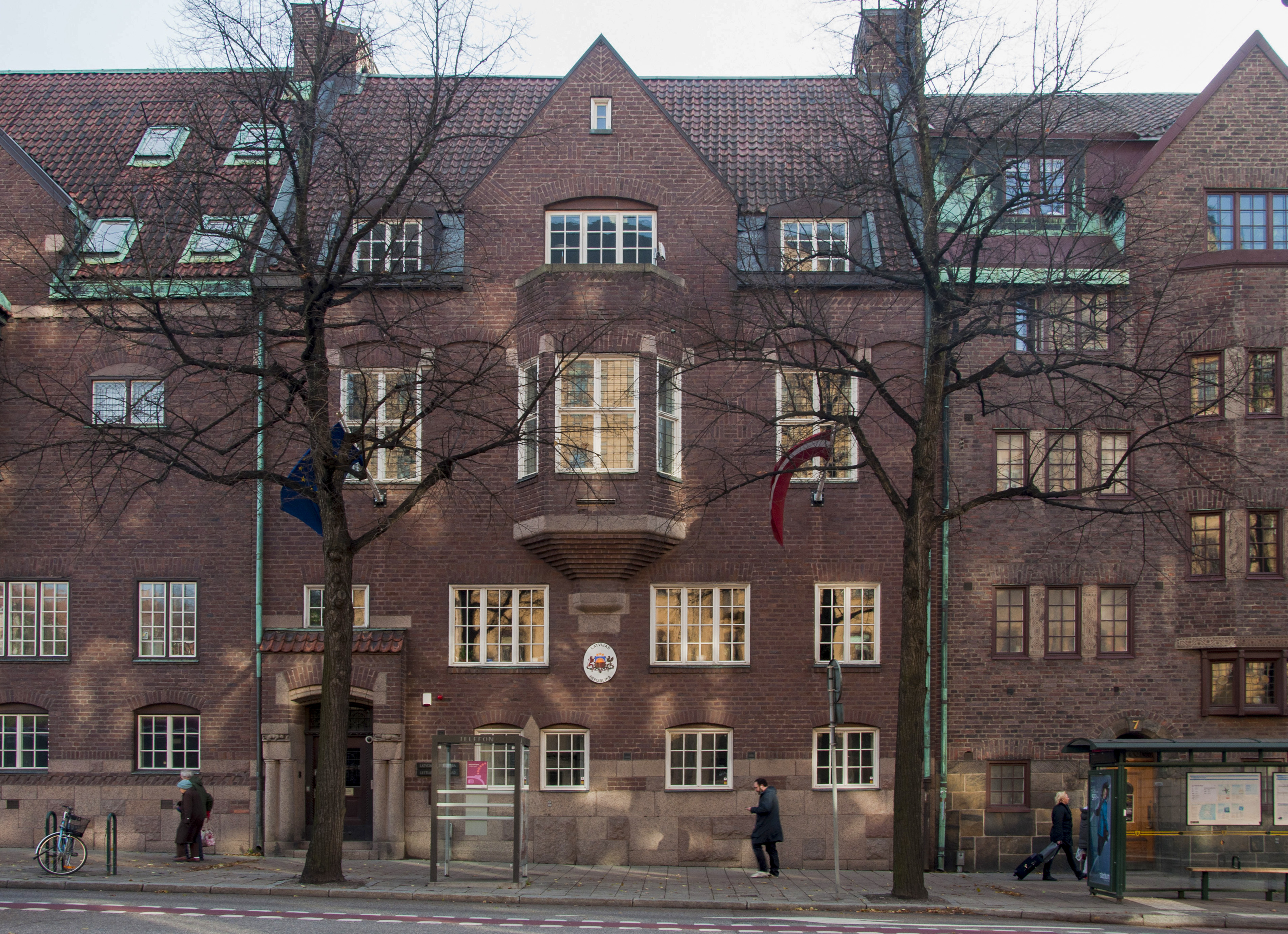
Lettonie.
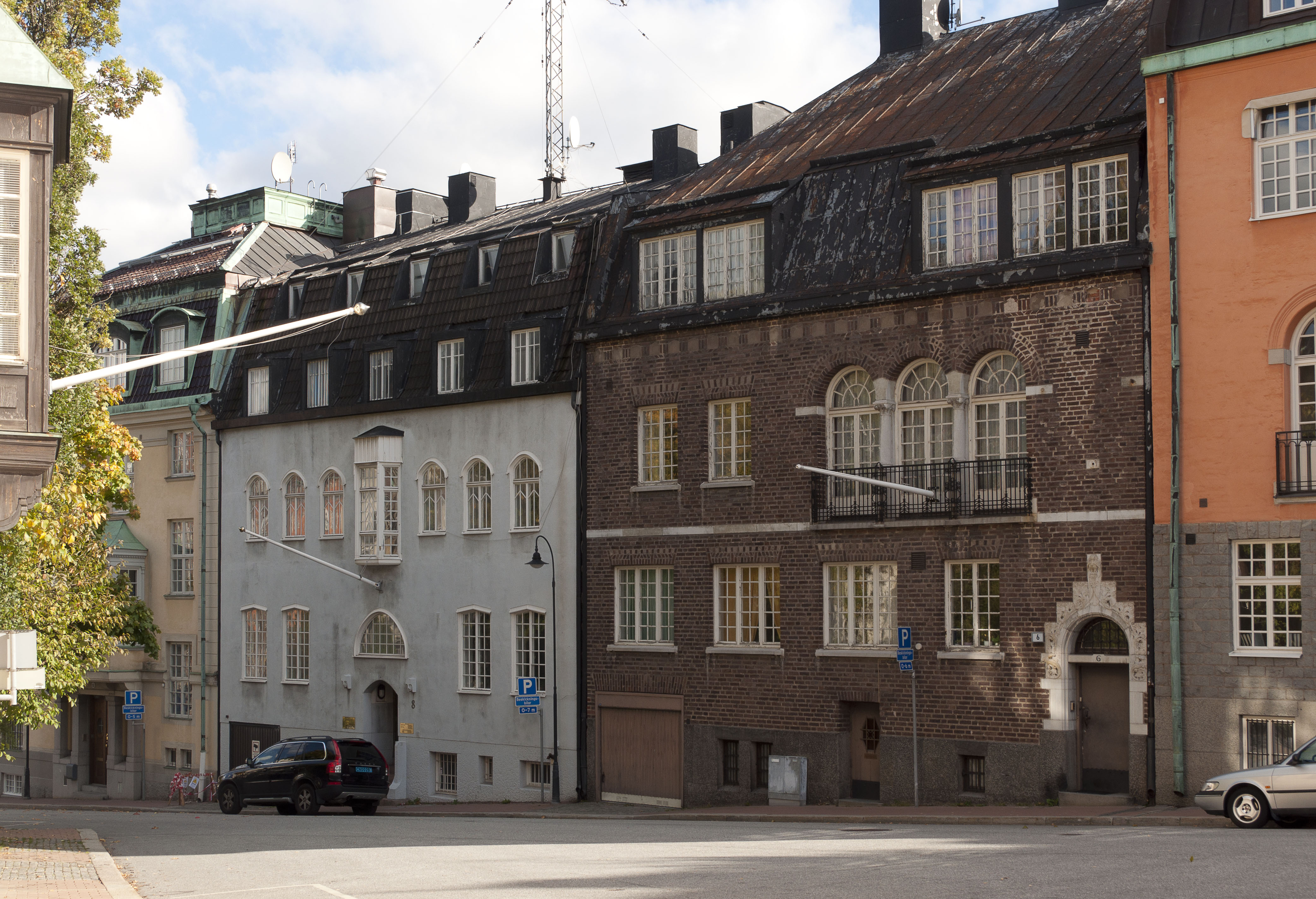
Nigéria.
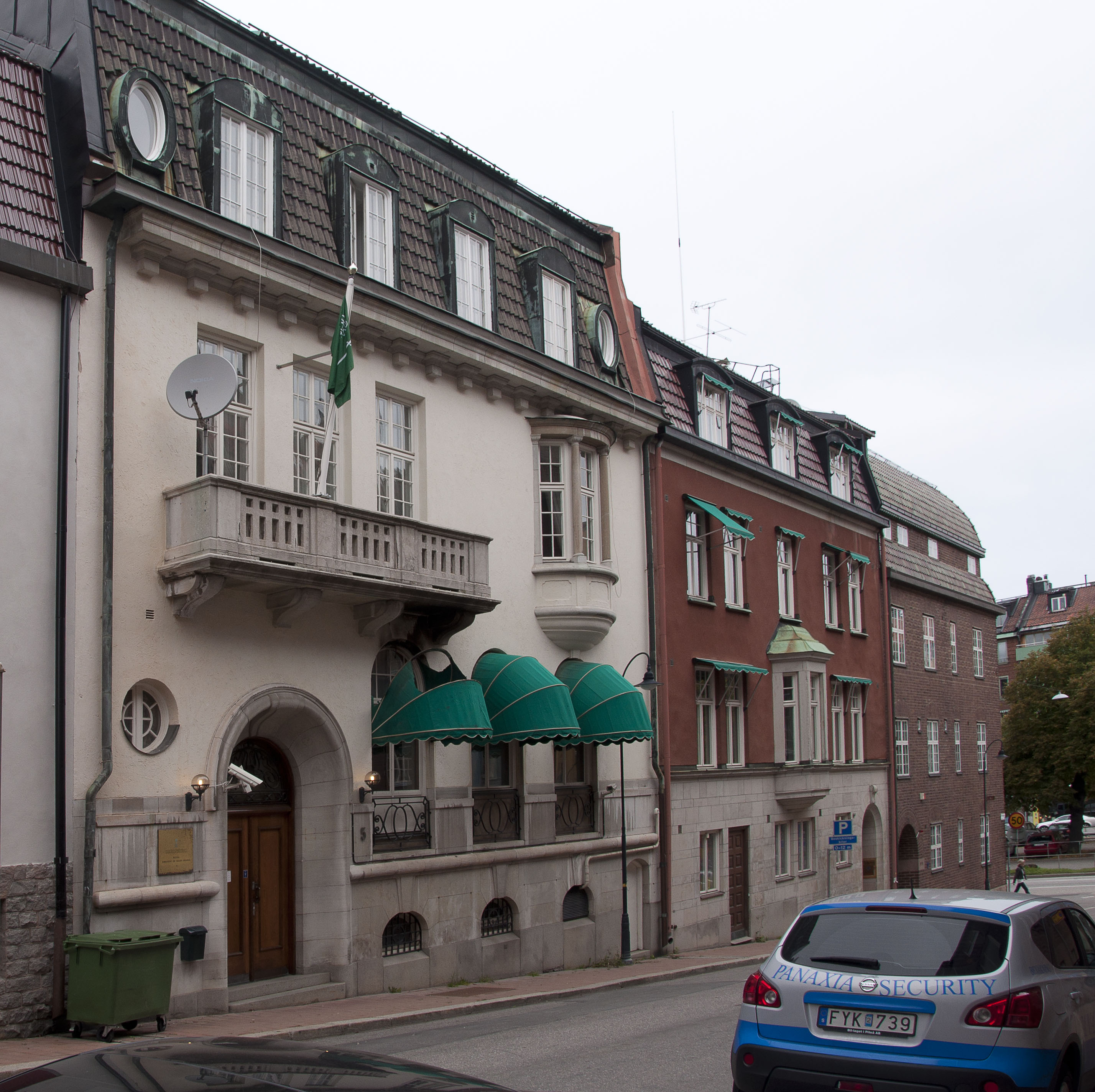
Arabie saoudite.
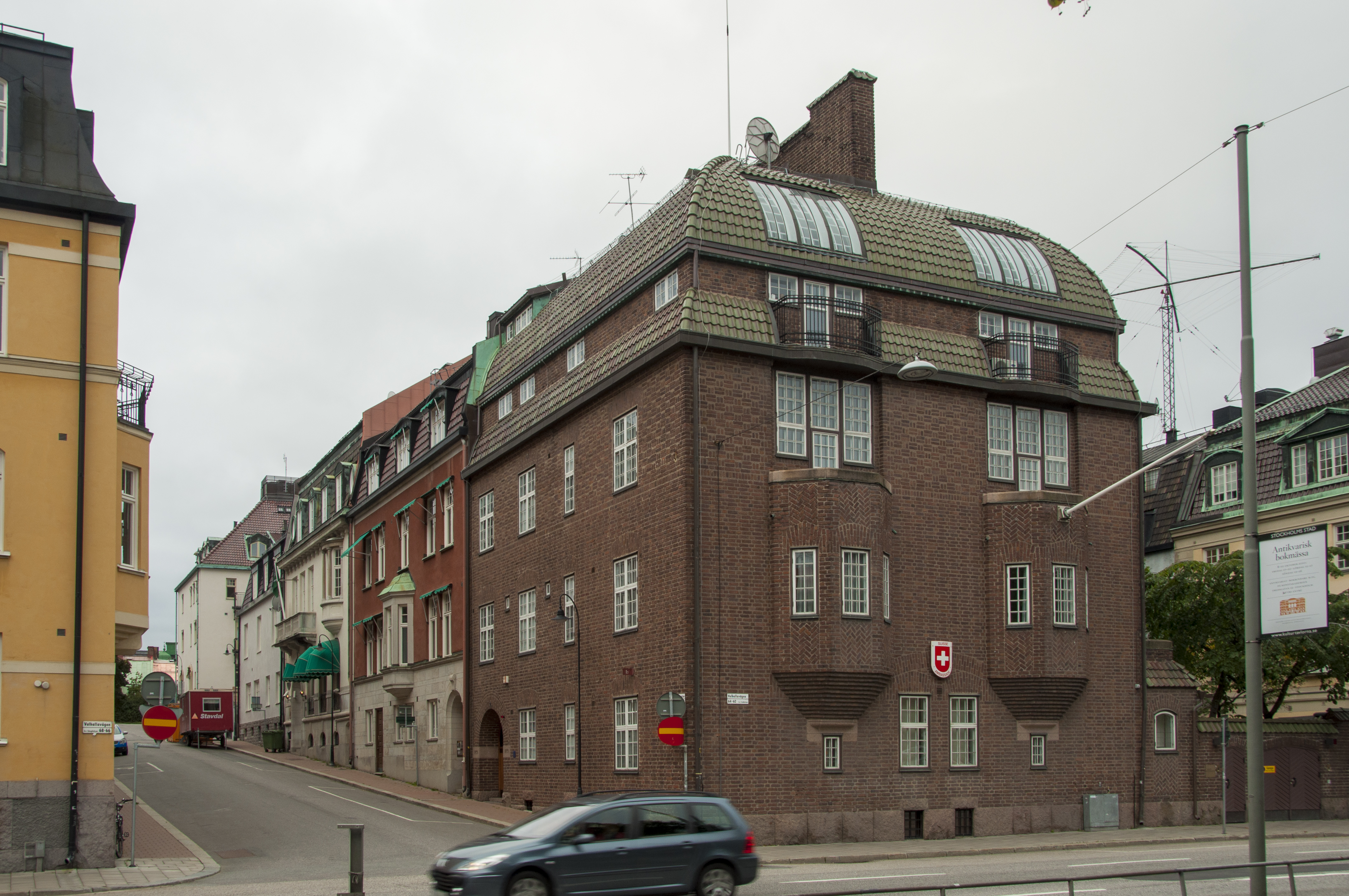
Suisse.
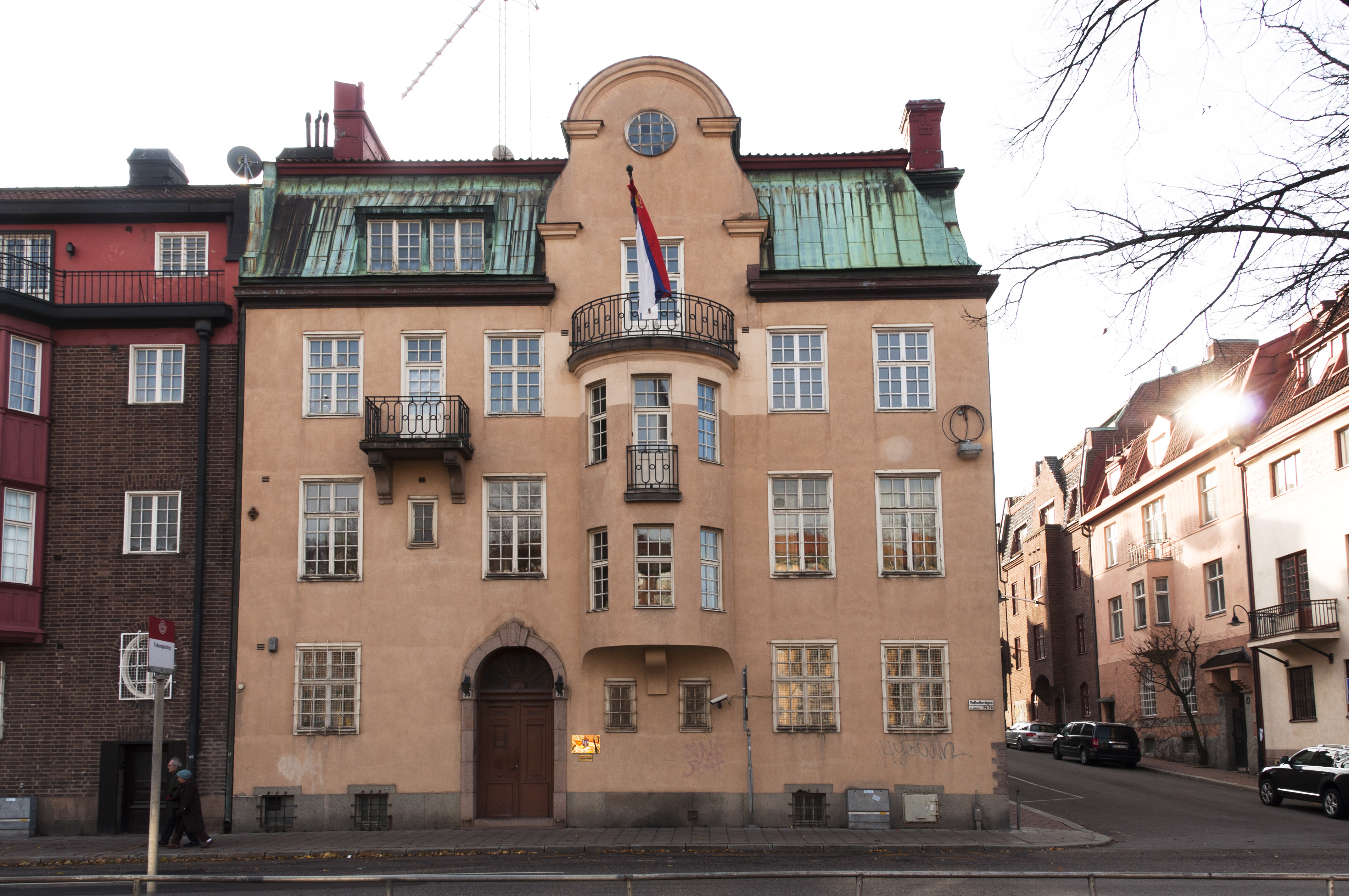
Serbie.
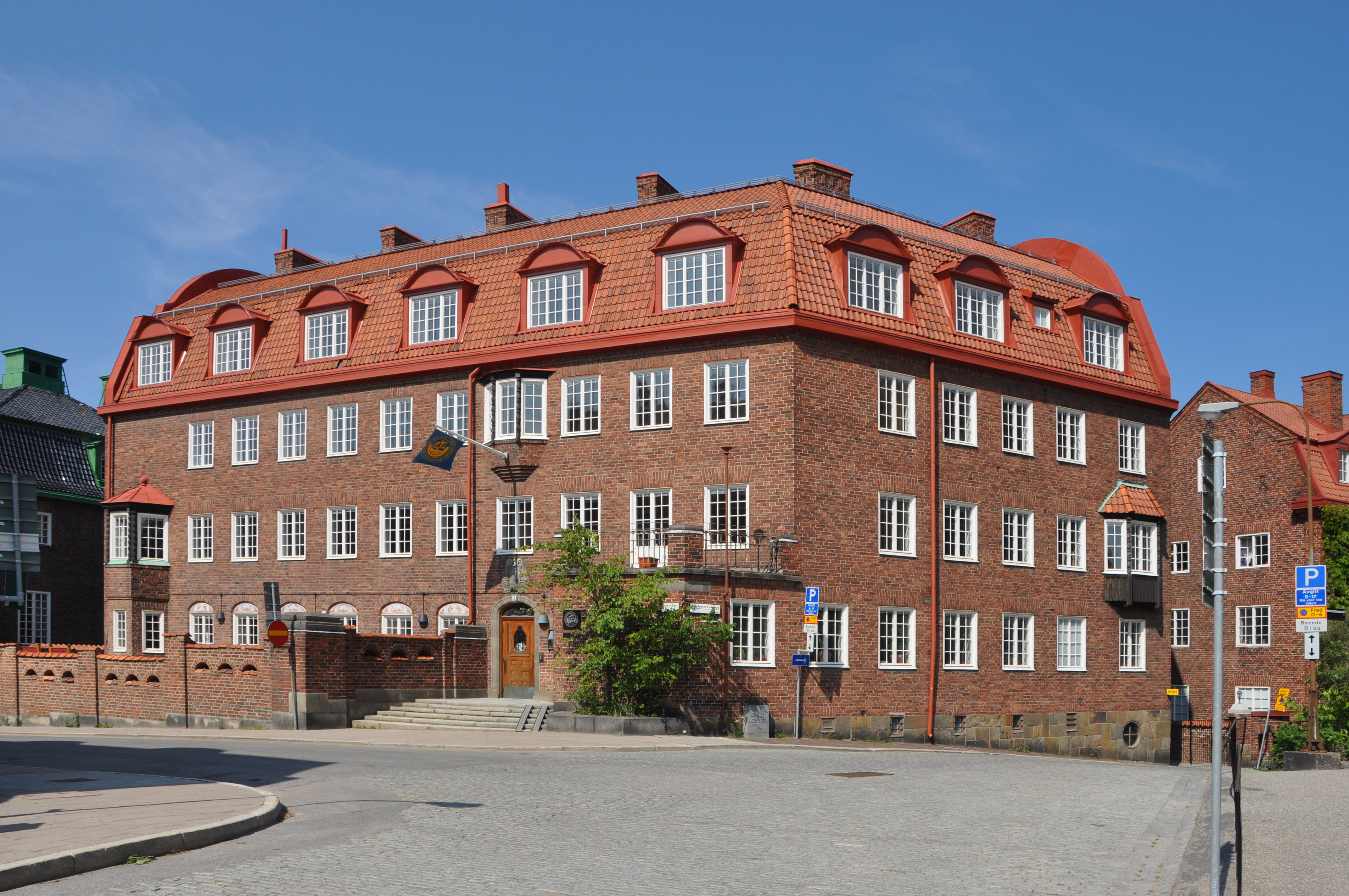
Allemagne de l'Est (anciennement).